# Wulfhard Wulflam
Wulfhard (Wulf) Wulflam (* Mitte des 14. Jahrhunderts wahrscheinlich in Stralsund; † 1. November 1409 in Bergen auf Rügen) war ein deutscher Politiker und Bürgermeister Stralsunds.

## Leben und Familie
Wulfhard oder häufiger „Wulf“ Wulflam war der älteste Sohn des Stralsunder Bürgermeisters Bertram Wulflam. Seine Brüder waren Nikolaus und Bertram Wulflam. Er hatte einen Sohn, Thideke Wulflam, und eine Tochter, Katharina Wulflam, die mit Matthias Darne verheiratet war. Von seinem Vater wurde Wulf frühzeitig in die städtische Verwaltung eingeführt. Er nahm 1375 an der Beilegung der Streitigkeiten zwischen Stralsunder Fischern und dem Kloster Hiddensee teil. Da sein Vater als Bürgermeister tätig war, konnte Wulfhard Wulflam nicht in den Rat der Stadt gewählt werden. Er wurde von den pommerschen Herzögen Wartislaw VI. und Bogislaw VI. zum fürstlichen Rat ernannt. Als solcher diente er den Landesherren bei zahlreichen Anlässen.
1381 wurde Wulflam mit der Verwaltung von Schonen für die Hanse beauftragt, was er bis zur Rückgabe 1385 wahrnahm. Während dieser Zeit war er jedoch weiterhin auch in Stralsund und auf Hansetagen tätig. Er war beim Besuch der dänischen Königin Margarethe I. am 24. April 1384 in Stralsund. Bei dieser Gelegenheit soll er nach den Vorwürfen Karsten Sarnows und anderer Ratsangehöriger unberechtigt in die Ratssitzung vorgedrungen sein, auf der er auch das Schwert gezogen haben soll.
Er hielt das feste Schloss Tribsees, das der Verteidigung der Handelswege diente, und nutzte dieses offenbar vor allem zu seinem eigenen Vorteil, so gewährte er adligen Raubrittern Unterschlupf.
Wulflam, der seine eigene Hochzeit mit übergroßem Prunk ausgerichtet hatte, nahm auch an der Hochzeit seines Bruders Nikolaus Wulflam mit der Tochter Albert Gildehusens, Sophie Gyldehusen, teil. Diese Hochzeit übertraf an Prunk noch seine eigene und handelte ihm und anderen eine Beschwerde Sarnows wegen Verstoßes gegen die Stralsunder Hochzeitsordnung ein.
Er wurde 1385 in den Rat gewählt und im selben Jahr mit der Leitung einer Expedition der Hanse gegen die Piraten der Ostsee beauftragt, die jedoch keine nennenswerten Erfolge zeigte. Als 1391 Karsten Sarnow den Rat zu einer Änderung der Ratsverfassung brachte, fühlten sich die Wulflams nicht mehr sicher und verließen Stralsund über Nacht. Während Bertram Wulflam nach Lübeck ging, nahm Wulf Wulflam am Hofe Wartislaws Zuflucht. Von dort betrieb er seine Rehabilitierung und Rückkehr. Mit Unterstützung Barnim VI. ritt er mit seinen Brüdern Nikolaus und Bertram Wulflam vor die Tore der Stadt und verlangte seine und seines Vaters Rückkehr und Wiedereinsetzung, was von den Stadtvertretern zurückgewiesen wurde. Im Jahr 1393 jedoch gelang ihm die Rückkehr, Sarnow wurde hingerichtet, die Verfassung gestrichen. Da sein Vater im Exil gestorben war, ließ Wulf Wulflam dessen Sarg auf den angestammten Bürgermeisterstuhl im Stralsunder Rathaus setzen.
Im Jahr 1397 wurde Wulf Wulflam zum Bürgermeister gewählt. Als solcher unterstützte er die Gründung eines Münzvereins 1395 und eines Bündnisses gegen Wegelagerer 1399. Er hatte die Aufsicht über das St.-Jürgen-Hospital inne. Wulflam unterstützte weiter Königin Margarethe, auch in deren Kampf gegen Albrecht von Schweden. Als fürstlicher Rat, ab 1394 auch der Herzöge Barnim VI. und Wartislaw VIII. vermittelte er 1404 zwischen Margarethe und dem Deutschen Orden im Streit um Gotland. Nachdem die Lübecker zur Vergeltung der Werlschen Raubzüge die Parchimer Gegend bis Güstrow verwüstet hatten, vermittelte Wulflam einen Präliminarfrieden, der 1404 auf der zwischen Sternberg und Mustin an der Mildenitz gelegenen Rothener Mühle abgeschlossen wurde.
1405 wurde Wulflam beschuldigt, am Tod seines Freundes Starke Zuhm, eines Rügenschen Ritters, schuldig zu sein. Dessen Leichnam brachte man vor das Wulflamhaus, von wo ihn Wulflam zur Bestattung wegbringen ließ. Der Sohn Zuhms, Thorkel Zuhm erschlug 1409 Wulflam auf dem Kirchhof von Bergen auf Rügen.